# Camí de Mur (Puigcercós)
El Camí de Mur és un camí dels termes de Tremp, en terres de Puigcercós, de l'antic terme de Palau de Noguera i Castell de Mur, en terres de Santa Llúcia de Mur, de l'antic terme de Mur, al Pallars Jussà. Es tracta d'un topònim romànic modern, de caràcter purament descriptiu. Pren el nom de l'antic poble de Mur, que és on mena.
Arrenca del poble de Puigcercós, des d'on surt cap al sud-oest. Passa entre les Obagues (nord-oest) i los Casals (sud-est) i gira cap al sud seguint el mateix traçat que una moderna línia elèctrica. Quan arriba al canal de rec que discorre pel sud de Puigcercós, gira cap a ponent per, al cap de poc, tornar a emprendre cap al sud, seguint la riba esquerra d'un barranc. Tot i que el camí modern se n'aparta al cap de poc, el camí vell, mig perdut però encara recognoscible, segueix la riba del barranc, girant gradualment cap al sud-oest fins que el travessa, en direcció a l'oest. Va a buscar el barranc de l'Espona, que també travessa, entrant en aquest punt en el terme de Castell de Mur.
El camí remunta el barranc de l'Espona per la seva riba dreta, cap al nord-oest, als peus de l'Obac del Barranc de l'Espona, fins que, en troba un altre petit barranc, gira cap al sud pujant ràpidament de nivell amb forts revolts que el fan canviar diverses vegades de direcció. Continua pujant per l'Obac, encara fent moltes giragonses i deixant a banda i banda camps de conreu i restes d'antigues edificacions rurals, i arriba a la capçalera del barranc de Font Truïda, que davalla cap al sud-est. En aquest lloc fa una girada cap al nord-oest per enllaçar amb el Camí de Torrenta, el qual al cap de poc enllaça amb el Camí de Puigcercós. Tots tres són, de fet, tres trams del mateix camí.